# Стрижень (верхний приток Десны)
Стрижень (укр. Стрижень) — левый приток Десны, протекающий по Коропскому району Черниговской области и Кролевецкому району Сумской области Украины.

## География
Длина — 28 км. Площадь водосборного бассейна — 195 км². Скорость течения — 0,1.
Стрижень на протяжении всей своей длины представлен спрямлённым руслом (в среднем течении ширина 10 м глубина 2 м) с различными ответвлениями (дренажно-ливневыми каналами), за исключением участка между сёлами Терехово и Добротово. Река берет начало от спрямлённого русла южнее села Терехово Кролевецкого района Сумской области. Впадает в Десну у села Вольное Коропского района Черниговской области.
Притоки:
1. Коропец

Населённые пункты на реке (от истока до устья; с учётом дренажной системы):
Кролевецкий район
1. Терехово
2. Добротово

Коропский район
1. Ранок[1]
2. Смелое[2]
3. Тарасовка
4. Борисово
5. Борзенцев[2]
6. Вольное